# Melvin C. Snyder
Melvin Claude Snyder (* 29. Oktober 1898 in Albright, West Virginia; † 5. August 1972 in Kingwood, West Virginia) war ein US-amerikanischer Politiker. Zwischen 1947 und 1949 vertrat er den zweiten Wahlbezirk des Bundesstaates West Virginia im US-Repräsentantenhaus.

## Werdegang
Melvin Snyder besuchte die öffentlichen Schulen seiner Heimat und wurde im Jahr 1918 während des Ersten Weltkrieges Soldat der US-Armee. Nach dem Krieg studierte er bis 1923 an der West Virginia University in Morgantown Jura. Nach seiner im selben Jahr erfolgten Zulassung als Rechtsanwalt begann er in Kingwood in seinem neuen Beruf zu arbeiten. Snyder war Mitglied der Republikanischen Partei und wurde 1926 zum Bürgermeister von Kingwood gewählt. Danach war er seit 1929 bis zu seiner Militärzeit im Zweiten Weltkrieg Bezirksstaatsanwalt im Preston County. Zwischen 1941 und 1946 stieg er in der US-Armee bis zum Oberst auf. Im Jahr 1946 arbeitete er für kurze Zeit für das US-Innenministerium.
1946 wurde im zweiten Distrikt von West Virginia in das US-Repräsentantenhaus in Washington, D.C. gewählt, wo er am 3. Januar 1947 die Nachfolge des Demokraten Jennings Randolph antrat. Da er aber bereits bei den nächsten Wahlen im Jahr 1948 gegen Harley Orrin Staggers verlor, konnte Snyder bis zum 3. Januar 1949 nur eine Legislaturperiode im Kongress absolvieren. Im Jahr 1950 versuchte er erfolglos seinen Abgeordnetensitz zurückzugewinnen. Zwischen 1953 und 1971 war Snyder Richter im 18. Gerichtsbezirk von West Virginia. Er war Mitglied des Rechtsausschusses (Judicial Council) von West Virginia und Vorsitzender der juristischen Vereinigung (Judicial Association) in diesem Staat. Melvin Snyder starb im August 1972 in Kingwood und wurde dort auch beigesetzt.